# Cecilia Forss (politiker)
Cecilia Wallgren Forss, född 8 september 1948 i Finland, är en svensk politiker för Moderaterna. Hon har varit kommunalråd i Uppsala kommun.
År 2011 valdes Forss till ordförande i Regionförbundet Uppsala län.